# Ricordati di Napoli
Ricordati di Napoli è un film del 1958 diretto da Pino Mercanti.

## Trama
Lucia, una ragazza napoletana, conosce Johnny, cantante italoamericano, durante la sua permanenza a Napoli. I due si piacciono e hanno una relazione. Qualche tempo dopo la partenza di Johnny, Lucia dà alla luce un bambino. Il cantante, che è all'oscuro di tutto, dimentica Lucia e corteggia una ricca americana che intende sposare. Un giorno, però, riceve una lettera da un'amica di Lucia che gli annuncia il lieto evento.

## Produzione
La pellicola venne girata, per gli interni, negli Studi INCIR De Paolis di Via Tiburtina a Roma.